# Gengenbach
Gengenbach település Németországban, azon belül Baden-Württembergben. Lakosainak száma 10 984 fő (2023. december 31.). Gengenbach Durbach, Oberkirch és Nordrach községekkel határos.

## Népesség
A település népessége az elmúlt években az alábbi módon változott:
| Lakosok száma | 9008 | 10 207 | 11 023 | 10 729 | 10 723 | 10 819 | 10 938 | 11 127 | 10 666 | 10 984 |
|               | 1961 | 1967   | 1974   | 1980   | 1987   | 1993   | 2000   | 2006   | 2013   | 2023   |

## Közlekedés

### Vasút
A településen halad keresztül a Schwarzwaldbahn vasútvonal.